# بتل‌تاون (کنتاکی)
بتل‌تاون (به انگلیسی: Battletown) یک منطقهٔ مسکونی در ایالات متحده آمریکا است که در کنتاکی واقع شده‌است. بتل‌تاون ۲۱۲٫۱۴ متر بالاتر از سطح دریا واقع شده‌است.